# فلوازيفوب
فلوازيفوب هو الاسم الشائع لمركب عضوي يستخدم كمبيد أعشاب انتقائي، ويحتوي على المصاوغ المرآتي 2 آر في مركزه الفراغي كمكون فعال، وتعرف هذه المادة باسم فلوازيفوب-بي عند استخدامها بهذا الشكل. يُباع مركب فلوازيفوب بشكل أكثر شيوعًا باعتباره إستر بوتيل، أو فلوازيفوب-بي بوتيل، والاسم التجاري له هو فوسيليد.

## لمحة تاريخية
كان عدد من شركات الكيماويات الزراعية في سبعينيات القرن العشرين يعمل على تطوير مبيدات أعشاب جديدة لتكون مكملة لأنواع حمض فينوكسي أسيتيك الأوكسين مثل حمض 2،4-ثنائي كلورو فينوكسي الأسيتيك، والتي كانت فعالة بالنسبة الحشائش عريضة الأوراق، ولكنها كانت آمنة بالنسبة للمحاصيل العشبية مثل محاصيل الحبوب. وبالتالي كان الهدف هو العثور على مواد من شأنها مكافحة الحشائش بشكل انتقائي في المحاصيل عريضة الأوراق مثل القطن وفول الصويا. وأثمرت هذه الجهود في عام 1973، حين قدمت شركة هوكست براءات اختراع لفئة جديدة من المركبات، وهي فئة أريلوكسي فينوكسي البروبيونات، والتي أظهرت مثل هذه الانتقائية وأدت إلى تسويق مركب الديكلوفوب كمبيد أعشاب انتقائي.
اكتشفت شركة إيشيهارا سانغيو كايشا اليابانية بعد ذلك نشاطًا حيويًا محسنًا في نظير مركب الكلورازيفوب، والذي استبدل فيه شق الأريلوكسي الموجود في مركب الديكلوفوب بحلقة بيريدين تحتوي على نفس بديلي الكلور.
أصبح البحث في مجال تطوير مبيدات الأعشاب تنافسيًا للغاية وفي غضون ثلاثة أسابيع في عام 1977، قدمت شركة إيشيهارا سانغيو كايشا، وشركة داو للكيماويات، وشركة إمبريال للصناعات الكيماوية جميع براءات الاختراع التي تغطي مجموعة أخرى من نظائره هذه المركبات، والتي حلت فيها مجموعة ثلاثي فلورو ميثيل محل إحدى ذرات الكلور الموجودة في البيريدين.

مركب الديكلوفوب

حصلت شركة إيشيهارا سانغيو كايشا وشركة إمبريال للصناعات الكيماوية على ترخيص يمنح كل من الشركتين حقوق الملكية الفكرية لمركباتهما، وطُرح مركب الفلوازيفوب بالأسواق لأول مرة باعتباره إستر البوتيل في عام 1981 تحت الاسم التجاري فوسيليد، بينما قامت شركة داو بتسويق منتجها الذي تمثل في مركب هالوكسيفوب باعتباره إستر الميثيل. تحتوي جميع هذه المركبات على حلقة عطرية إضافية مرتبطة بالأكسجين في الموضع المجاور لحلقة الفينيل مع مجموعة OCH(CH3)COOH والتي تسمى فئة الفوب لتشير إلى وجود الفينوكسي الفينوكسي الشائعة. وهي نوع فرعي من مبيدات الأعشاب المثبطة للأسيتيل كو إيه كربوكسيليز، وبالتحديد مركبات أريلوكسي فينوكسي البروبيونات.

## التحضير
وُصفت طرق تحضير إستر بوتيل الفلوازيفوب كمزيج راسيمي في براءات الاختراع التي سجلّلتها شركتي إيشيهارا سانغيو كايشا وإمبريال للصناعات الكيماوية، وفيها يُدمج مركب الهيدروكينون مع مركب 2-كلورو-5-ثلاثي فلوروميثيل البيريدين وإستر بوتيل حمض 2-البروموبيونيك لتكوين الإيثرات. ويمكن إجراء تفاعلات الاستبدال المحبة للنواة هذه بالترتيبين. تبيع شركة سيننغونتا والشركات المصنعة الأخرى حاليًا المركب افي شكله المفرد، والذي يتم إنتاجه من مواد بادئة لولبية مثل الألانين وحمض اللبنيك.

## آلية العمل
يعمل مركب الفلوازيفوب ومبيدات الأعشاب المماثلة الأخرى عن طريق تثبيط الأسيتيل كو إيه كربوكسيليز للنبات. تنشأ انتقائية المركب للأعشاب لأنه يستهدف الشكل الإسوي البلاستيد للإنزيم الموجود فقط في هذه الأنواع، مما يجعله غير فعال على الحشائش عريضة الأوراق، والكائنات الأخرى والتي من بينها الثدييات. يتحلل الفلوازيفوب عند استخدامه كإستر في النبات المستهدف إلى الحمض الرئيسي المسؤول عن عمل مبيدات الأعشاب.

## الاستخدامات
تُظهر خرائط الاستخدام السنوي التقديري للفلوازيفوب في الزراعة الأمريكية التي رسمتها هيئة الخدمة الجيولوجية الأمريكية أنه في عام 2018، وهو أحدث تاريخ تتوفر له الأرقام، استخدم ما يقرب من 200.000 رطلًا (أي ما يعادل 91000 كيلوغرام) من مبيدات الفلوازيفوب جميعها تقريبًا في محاصيل فول الصويا. ويرجع السبب في أن استهلاك الفلوازيفوب كان بمعدلات أعلى في وقت سابق إلى أن المركب كان يستخدم في البداية كمزيج راسيمي. سُمح باستخدام  الفلوازيفوب كمبيد الأعشاب في الاتحاد الأوروبي أيضًا بموجب لائحة الاتحاد الأوروبي رقم 1107/2009.

## التأثيرات الصحية
تُقدّر الجرعة المميتة من مركب بوتيل الفلوازيفوب- بي بوتيل بنحو 2451 ملليغرام/ كيلوغرام من الكتلة بالنسبة للفئران في حالة ابتلاعها عن طريق الفم، مما يعني أن لها سمية منخفضة إذا ابتُلعت عن طريق الفم.
يتحلل الفلوازيفوب في النباتات والتربة حيويًا إلى حمض  الفلوازيفوب-بي الأساسي. ولقد حدد الاجتماع المشترك لمنظمة الصحة العالمية، ومنظمة الأغذية والزراعة بشأن مخلفات المبيدات أن مقدار التعرض اليومي المسموح به من مركب الفلوازيفوب هو 0-0.004 ملليغرام/ كيلوغرام من وزن الجسم. وتسرد قاعدة بيانات الدستور الغذائي التي تحتفظ بها منظمة الأغذية والزراعة الحدود القصوى المسموح بها من المخلفات الخاصة بالفلوازيفوب في مختلف المنتجات الغذائية، والتي كان بعضها يساوي حد الكشف البالغ 0.01 ملليغرام/كيلوغرام، بينما بلغ البعض الآخر أعلى من ذلك بكثير، فكان الحد الأقصى المسموح به من مخلفات  الفلوازيفوب في فول الصويا على سبيل المثال 15 ملليغرام/كيلوغرام.

## التأثيرات البيئية
وصفت قاعدة بيانات خصائص مبيدات الآفات الأثر البيئي والمصير البيئي لمركب  الفلوازيفوب بعد أن أجرت دائرة الغابات التابعة لوزارة الزراعة الأمريكية تقييمًا شاملًا للغاية لمخاطر المركب.

## المقاومة
أشارت العديد من التقارير إلى أن أنواع الحشائش الفردية أصبحت مقاومة للفلوازيفوب ومثبطات الأسيتيل كو إيه كربوكسيليز الأخرى. تعمل الشركات المصنعة والهيئات التنظيمية مثل وكالة حماية البيئة الأمريكية، ولجنة مقاومة مبيدات الأعشاب على مراقبة مثل هذه الظواهر. ويمكن في بعض الحالات تقليل مخاطر تطور مقاومة الحشائش للمبيدات باستخدام مزيج من اثنين أو أكثر من مبيدات الأعشاب التي يكون لكل منها نشاط على الحشائش ذات الصلة ولكن لها آليات عمل غير مرتبطة، وتصنف لجنة مقاومة مبيدات الأعشاب المكونات الفعالة في عدة فئات لتسهيل ذلك.